# شيرياكو دي بيتسيكولي
شيرياكو دي بيتسيكولي (بالإيطالية: Ciriaco de' Pizzicolli)‏ أو سيرياكوس من أنكونا (31 يوليو 1391-1453/55) كان رحالة إيطاليًا إنسانيًا من عائلة بارزة من تجار أنكونا يعرف أحيانًا باسم «أبو علم الآثار التقليدي». على عكس العديد من المهتمين بالآثار في عهده فإنه سافر في البداية لتنمية مشاريع عائلته ومن ثم لإشباع فضوله الخاصة، في جميع أنحاء شرق البحر الأبيض المتوسط، مشيرًا إلى رحلاته في كتابه كومنتاريا الذي بلغ ستة مجلدات.

## روابط خارجية
- شيرياكو دي بيتسيكولي على موقع الموسوعة البريطانية (الإنجليزية)